# Троген (Горња Франконија)
Троген (њем. Trogen) град је у њемачкој савезној држави Баварска. Једно је од 27 општинских средишта округа Хоф. Према процјени из 2010. у граду је живјело 1.569 становника. Посједује регионалну шифру (AGS) 9475182.

## Географски и демографски подаци
Троген се налази у савезној држави Баварска у округу Хоф. Град се налази на надморској висини од 508 метара. Површина општине износи 12,3 km². У самом граду је, према процјени из 2010. године, живјело 1.569 становника. Просјечна густина становништва износи 127 становника/km².